# 香港解密
香港解密（hkleaks.pk），是一個由香港政府同中華人民共和國政府經統籌進行的專業資訊戰之下，針對反對逃犯條例修訂草案運動的人物與传媒記者，公布和网络人肉其个人隐私资料的網站，透過傳播資訊影響公眾，而意圖令目標人物感到被追蹤威嚇。網站自2019年爆發運動後出現，截至2023年6月10日停止活動前，曾被關閉而又屢以不同域名重新運作。

## 網站內容
網站公布多達500名個資，人物照片都被印上「暴徒」兩字，並附上姓名、生日及電話個資。曾經被央視指責「禍港四人幫」的蘋果日報創辦人黎智英、前民主黨主席李柱銘、何俊仁及前香港政務司司長陳方安生也都名列其中；另外，部分台灣人的個資也被公布，包括台灣獨眼新聞記者陶貞穎、台灣基進黨主席陳奕齊、台灣公民陣線發起人江旻諺、台灣人權促進會秘書長邱伊翎及台北市議員邱威傑助理等人。

## 各界反應
香港牧師劉志雄接受《星島日報》電話專訪時表示：「個人資料已於八月被人上載至網上，其後每日收到數個騷擾電話，更不時收到由內地手機號碼發出的『獅子山精神、珍惜香港、國家一直強大』等字眼的訊息，高峰時每日收到十至二十個」。
香港個人資料私隱專員公署表示：「由於『起底』網站的域名是在俄羅斯登記，該網站的伺服器亦並非設於香港，《個人資料（私隱）條例》 沒有域外管轄權」，此外香港個人私隱專員鍾麗玲曾表示，香港解密的內容完全合乎香港的個人資料私隱條例，因此香港個人私隱專員公署不會作出任何移除香港解密網站的要求，僅就香港中文大學校長段崇智被披露私隱作出跟進，而段崇智的資料亦已被刪除。
台灣基進在臉書發文表示：「北京認證，台灣基進黨主席列香港暴徒，譴責中共散播恐懼，呼籲人民在明年大選不僅要守住台灣，更要在國會擁有『堅定護台防中』的立委」。
陸委會發布聲明稿表示：「對於有心人士成立網站，公布聲援香港之國人個資，並使我國人遭受騷擾，政府嚴厲譴責此類卑劣作為。相關行徑只會升高對立，無助於香港情勢緩和」。
在香港反修例運動期間，亦有大量警員、官員、親建制人士的個人私隱資料被人於類似香港編年史的網站上公開，香港律政司為此向法庭申請「臨時禁制令」，要求禁止針對司法人員的「起底」，香港警方亦以違反國安法為由，下令互聯網供應商於香港境內限制瀏覽香港編年史，香港解密等網站卻仍然可以正常運作，令外界質疑香港當局的做法有「雙重標凖」。

## 外部連結
- 香港解密（页面存档备份，存于）（hkleaks.ru，另有多个备用域名：hkleaks.pk、hkleaks.tj、hkleaks.ml、hkleaks.af、hkleaks.cc、hkleaks.pw、hkleaks.kz、hkleaks.kg）